# Teheran (film)
Teheran è un film del 1946 diretto da William Freshman e Giacomo Gentilomo.

## Trama
L'agente dei servizi segreti britannici Pemberton Grant scopre il piano di un'organizzazione criminale per uccidere il Presidente Roosevelt durante la conferenza di Teheran.

## Distribuzione
La pellicola è stata proiettata, in anteprima, al cinema Rivoli di Roma il 1º novembre del 1946.